# Tercer sitio de Belgrado
El sitio de Belgrado en verano de 1693, que fue el tercer sitio de Belgrado durante la Gran Guerra Turca, fue una acción militar como parte de esa guerra. En verano de 1693, el duque de Croÿ recibió el mando supremo de las tropas imperiales en Hungría. El 5 de julio un ejército turco al mando del gran visir Bozoklu Mustafa Pachá partió de Adrianópolis contra Transilvania. A causa de ello Croÿ decidió atacar la fortaleza de Belgrado, que era estratégicamente importante, para alejar al ejército turco de Transilvania. Los otomanos no recuperaron la fortaleza hasta 1690 y renovaron las fortificaciones en 1692 bajo el mando del gran visir Merzifonlu Çalık Hacı Ali Pachá.
Croÿ inició el sitio de la ciudad el 31 de julio con alrededor de 28.000 hombres. La guarnición estaba compuesta de 12.000 turcos al mando de Ca'fer Pasha. Los austriacos seguían esperando suministros. Primero cruzaron el Sava utilizando un puente construido en la isla Gitana. Luego se refugiaron cerca del pueblo de Bisnitsa, fuera del alcance de los cañones de la fortaleza. El duque había recibido buena información a través del arquitecto de la fortaleza, Andrea Cordona, pero no toda. Continuó esperando instrucciones del Consejo de Guerra Imperial. El día 14 de agosto, los turcos realizaron una salida exitosa y el mariscal de campo apenas pudo reunir a su ejército nuevamente.
Sólo cuando llegó el día 26 de agosto, los cañones de asedio llegaron a su destino, mientras que el 1 de septiembre los barcos del Danubio, que estaban previstos para mayo, llegaron también. Sin embargo eran muy pocos; la flota turca era unas 10 veces más grande.
Además, ahora se informó sobre el ejército de socorro al mando del gran visir Bozoklu Mustafa Pasha. Croÿ quiso salvar su honor e intentó atacar de nuevo Belgrado. El ataque nocturno, que ocurrió el 17 de septiembre, como era de esperar, fracasó. Después de las pérdidas, los austriacos se retiraron a Petrovaradin. El ejército fue entonces perseguido por los tártaros. Dos horas antes de Peterwardin hubo así una batalla y los austriacos perdieron a los prisioneros y su botín. Durante el asedio también murieron el teniente mariscal de campo conde de Seiboltsdorff  y Matthias Champagnier, barón de Kaisersfeldt,  al igual que el sargento general de campo Carl Ludwig Archinto, conde de Tamate (de Tayna).
Tras la retirada de los sitiadores, se repararon las obras y se construyeron nuevos bastiones en el Sava.